# Cerogenes auricoma
Cerogenes auricoma är en insektsart som först beskrevs av Hermann Burmeister 1835.  Cerogenes auricoma ingår i släktet Cerogenes och familjen lyktstritar. Inga underarter finns listade i Catalogue of Life.